# Symfonie nr. 11 (Brian)
Havergal Brian werkte aan zijn Symfonie nr. 11 van februari tot en met april 1954.
Brian begon aan zijn elfde symfonie vlak na het afronden van nummer 10. Hij volgt op de enigszins sombere trilogie van de symfonieën 8 tot en met 10. Het werk werd in tegenstelling tot eerder (en later) werk vrijwel direct uitgevoerd. De Havergal Brian Society zag in 1994 terugkijkend een kleine toename van belangstelling voor het werk van Brian, maar zag het daarna ook direct weer verdwijnen.
De symfonie in een driedelige opzet werd al in 1954 een keer doorgespeeld door een van de BBC-orkesten. De première was weggelegd voor Harry Newstone met het London Symphony Orchestra op 8 april 1959.  Pas in 1993, ten behoeve van een plaatopname volgde een tweede uitvoering. 
De drie delen:
1. Adagio
2. Allegro giocoso
3. Maestoso e pesante – allegro marcia

## Orkestratie
- 3 dwarsfluiten (III ook piccolo), 2 hobo’s, 1 althobo,  2 klarinetten, 1 basklarinet, 3 fagotten (III ook contrafagot)
- 4 hoorns, 3 trompetten, 3 trombones, 1 eufonium, 1 tuba
- pauken, percussie (van glockenspiel tot 3x kleine trom), 2 harpen, celesta
- violen, altviolen, celli, contrabassen

Symfonie nr. 1 "Gotische"  · 2 · 3 · 4 · 5 · 6 · 7 · 8 · 9 · 10 · 11 · 12 · 13 · 14 · 15 · 16 · 17 · 18 · 19 · 20 · 21 · 22 · 23 · 24 · 25 · 26 · 27 · 28 · 29 · 30 · 31 · 32